# Francesco Paolo Schena
Francesco Paolo Schena (Aprilia, 18 settembre 1936 – Gattinara, 8 marzo 2014) è stato un arbitro di calcio italiano.

## Carriera
Ha avuto una breve ma prestigiosa carriera arbitrale, per la sezione di Foggia ha iniziato a dirigere in Serie C nel 1969, in Serie B ha esordito a Caserta il 6 giugno 1971 nella partita Casertana-Ternana (3-3), nella massima serie inizia a dirigere il 21 aprile 1974 a Cesena ed è stato l'incontro Cesena-Cagliari (1-1) sono solo quattro le stagioni che dirige in Serie A con 13 presenze, l'ultima direzione a Verona il 2 ottobre 1977 nell'incontro Verona-Atalanta (1-2). In Serie B ha diretto 57 partite, e proprio a questo campionato risale la sua ultima direzione ufficiale a Palermo il 30 aprile 1978 nell'incontro Palermo-Modena (3-1). Ha diretto anche 12 partite della Coppa Italia.
Nell'anno 1974 è stato insignito del Premio Florindo Longagnani, un riconoscimento prestigioso, che è stato annualmente assegnato per oltre trent'anni, al miglior arbitro nazionale debuttante in Serie A.
La terna con a capo Francesco Paolo Schena era composta anche dai suoi fedelissimi assistenti, ed a loro volta arbitri Giuseppe Russo e Guido Marasco, anche loro appartenenti alla sezione AIA di Foggia.

## Biografia
Ultimata la carriera arbitrale il Prof. Francesco Paolo Schena si è stabilito in Piemonte a Borgosesia con la sua famiglia, dove ha prima insegnato e poi esercitato l'incarico di preside presso diversi Istituti locali.